# Jennifer Fox
Ne doit pas être confondu avec Jennifer Fox (productrice).
Pour les articles homonymes, voir Fox.
Jennifer Fox, née en 1959 à Narberth (Pennsylvanie), est une productrice de cinéma, réalisatrice, directeur de la photographie et scénariste américaine.
Elle est aussi la fondatrice de la société A Luminous Mind Film Productions.
Elle a remporté le grand prix du jury à Sundance pour son premier long métrage documentaire, Beirut: The Last Home Movie (1987). Son documentaire My Reincarnation (2010) a été présenté pour la première fois au Festival international du film documentaire d'Amsterdam (IDFA) en 2011, où il a remporté le prix Top 20 du public.

## Biographie
Jennifer Fox naît dans une famille juive en 1959 à Narberth, en Pennsylvanie. Son père, Richard J. Fox, est un pilote de la marine américaine qui a servi pendant la guerre de Corée et a cofondé Fox Companies, une société de construction de propriétés en Pennsylvanie et dans le New Jersey. Sa mère, Geraldine Dietz Fox, après avoir perdu l'ouïe à l'oreille gauche à 27 ans, a contribué à la création de l'Institut national de la surdité et d'autres troubles de la communication (NIDCD) et à la création de la Fondation de recherche pour l'Organisation nationale de l'ouïe (NOHR) en 1988,.

## Style et thèmes
La plupart des premiers travaux de Fox sont tournés dans le style du cinéma vérité et elle est l'un des principaux réalisateurs présentés dans le documentaire Cinema Verite: Defining the Moment de Peter Wintonick. Cependant, son style diffère de la pure vérité car elle inclut notamment des interviews de ses sujets dans le but de révéler davantage leur caractère et leur psychologie. Associée à son style d’observation, la combinaison d’interview et de vérité créent des films qui tentent de représenter à la fois l’extérieur et l’intérieur de leurs personnages.

## Vie privée
Jennifer Fox est mariée au directeur de la photographie suisse Patrick Lindenmaier.

## Filmographie partielle

### Au cinéma
- 1987 : Beirut: The Last Home Movie
- 2018 : The Tale

## Récompenses et distinctions
Le premier film de Jennifer Fox, Beirut: The Last Home Movie, a remporté le grand prix du meilleur film documentaire et le prix de la meilleure photographie au festival du film de Sundance en 1988. Il a également remporté Le Premier prix du meilleur documentaire au festival Cinéma du réel à Paris en 1988.
Son deuxième documentaire, An American Love Story a remporté le prix Gracie de la meilleure série de télévision et a été nommé « l'une des séries Top Ten Television de 1999 » par le New York Times, le Time Magazine, le New York Daily News, Time Out et The Boston Globe.
My Reincarnation a remporté un prix du public au Festival international du film documentaire d'Amsterdam et a été nommé pour un Emmy Award en 2013. Elle a produit des films primés comme Love and Diane, On the Ropes, Double Exposure, Cowboys, Lawyers and Indians, Absolutely Safe et Project Ten: Real Stories From a Free South Africa. En outre, elle a co-écrit le film nommé aux Oscars The Messenger. Son film The Tale (2018) a été nommé pour deux Emmy Awards et pour le Grand Prix du Jury à Sundance. Il a remporté le prix du meilleur scénario et du montage au Festival international du film de Durban, et Laura Dern a été récompensée du prix de la meilleure actrice dans un film/série limitée aux Gold Derby Awards et aux OFTA Television Awards.
- (en) Jennifer Fox: Awards, sur l'Internet Movie Database